# Jin (sångare)
Kim Seok-Jin (hangul: 김석진), mer känd under artistnamnet Jin (hangul: 진), född 4 december 1992 i Gwacheon, är en sydkoreansk sångare och låtskrivare.
Han är den äldsta medlemmen i det sydkoreanska pojkbandet BTS (musikgrupp) sedan de gjorde sin debut år 2013. Jin har fått kritiskt beröm för hans falsett och emotionella räckvidd som sångare. 
Som låtskrivare har Jin 11 låtar registrerade hos Korea Music Copyright Association. 
Den 17 oktober 2022 meddelade Big Hit att i slutet av den månaden, skulle sångaren påbörja värvningsprocessen och utföra sin obligatoriska militärtjänst. Den 12 juni 2024 skrevs Jin formellt ut och blev den första BTS-medlemmen som fullgjorde och fullföljde sina militära skyldigheter.

## Diskografi

### Album
| Datum       | Albumtitel                                       | Topplacering          |
| Datum       | Albumtitel                                       | Sydkorea (Gaon Chart) |
| ----------- | ------------------------------------------------ | --------------------- |
| 12 jun 2013 | 2 Cool 4 Skool                                   | 5                     |
| 11 sep 2013 | O!RUL8,2?                                        | 4                     |
| 12 feb 2014 | Skool Luv Affair                                 | 1                     |
| 19 aug 2014 | Dark & Wild                                      | 2                     |
| 29 apr 2015 | The Most Beautiful Moment in Life, Part 1        | 1                     |
| 30 nov 2015 | The Most Beautiful Moment in Life, Part 2        | 1                     |
| 2 maj 2016  | The Most Beautiful Moment in Life: Young Forever | 1                     |
| 10 okt 2016 | Wings                                            | 1                     |
| 13 feb 2017 | You Never Walk Alone                             | 1                     |
| 18 sep 2017 | Love Yourself 承 Her                             | 1                     |
| 18 maj 2018 | Love Yourself 轉 Tear                            | 1                     |
| 25 aug 2018 | Love Yourself 結 Answer                          | 1                     |
| 12 apr 2019 | Map of the Soul: Persona                         | 1                     |